# Exercise Tiger
Exercise Tiger, även kallad Operation Tiger, var kodnamnet för en militär övning inför D-dagen under andra världskriget. Övningen startade den 22 april 1944 och var planerad att sluta 30 april. Övningen ägde rum vid en strand i Slapton, Södra Devon, England och var en generalrepetition inför den amerikanska landsättningen på Utah Beach. Ca 30 000 man och 300 fartyg var inblandade i övningen.
Natten till den 27 april fick dock övningen ett tragiskt slut. De amerikanska soldaterna var i full gång med att öva landsättning med stora LST-fartyg när nio tyska Schnellboot (S-båtar) plötsligt dök upp. De kom från Cherbourg och hade upptäck de övande trupperna i Lyme Bay. 749 amerikanska soldater fick sätta livet till när de tyska båtarna lyckades sänka två transportfartyg och skada ytterligare en. Nästan 200 man skadades även vilket gjorde att förlustsiffran slutade på ca 1 000 man.
Det påstås att en varning för de tyska båtarna gick ut via radio men den nådde inte de berörda. Ett par siffror i radiofrekvensen hade av misstag kastats om så att de som skulle ha mottagit varningen inte fick den.[källa behövs]